# Meng Guanliang
Meng Guanliang (Chinês Simplificado: 孟 关良, Dingqiao, Zhejiang, 24 de janeiro de 1977) é um velocista chinês na modalidade de canoagem.

## Carreira
Foi vencedor das medalhas de Ouro em C-2 500 m em Atenas 2004 e Pequim 2008 junto com o seu colega de equipa Yang Wenjun.